# Callum Hudson-Odoi
Callum James Hudson-Odoi, född 7 november 2000, är en engelsk fotbollsspelare som spelar för Nottingham Forest. Han spelar som anfallare eller yttermittfältare.

## Klubblagskarriär
Hudson-Odoi debuterade för Chelseas förstalag under säsongen 2017/18, men fick sitt verkliga genombrott under försäsongen året därpå. Han belönades med en plats i Chelseas förstatrupp, där han fick slåss om speltid. Han gjorde flera viktiga mål i Uefa Europa League under denna säsong, men hade svårt att platsa i Premier League då spelare som Eden Hazard, Willian, och Pedro ofta valdes framför tonåringen.
Den 30 augusti 2022 lånades Hudson-Odoi ut till Bayer Leverkusen på ett låneavtal över säsongen 2022/2023.
Den 1 september 2023 värvades Hudson-Odoi av Nottingham Forest på ett treårskontrakt.

## Landslagskarriär
Hudson-Odoi debuterade för Englands landslag den 22 mars 2019 i en 5–0-vinst över Tjeckien, där han blev inbytt i den 70:e minuten mot Raheem Sterling.